# Államelmélet

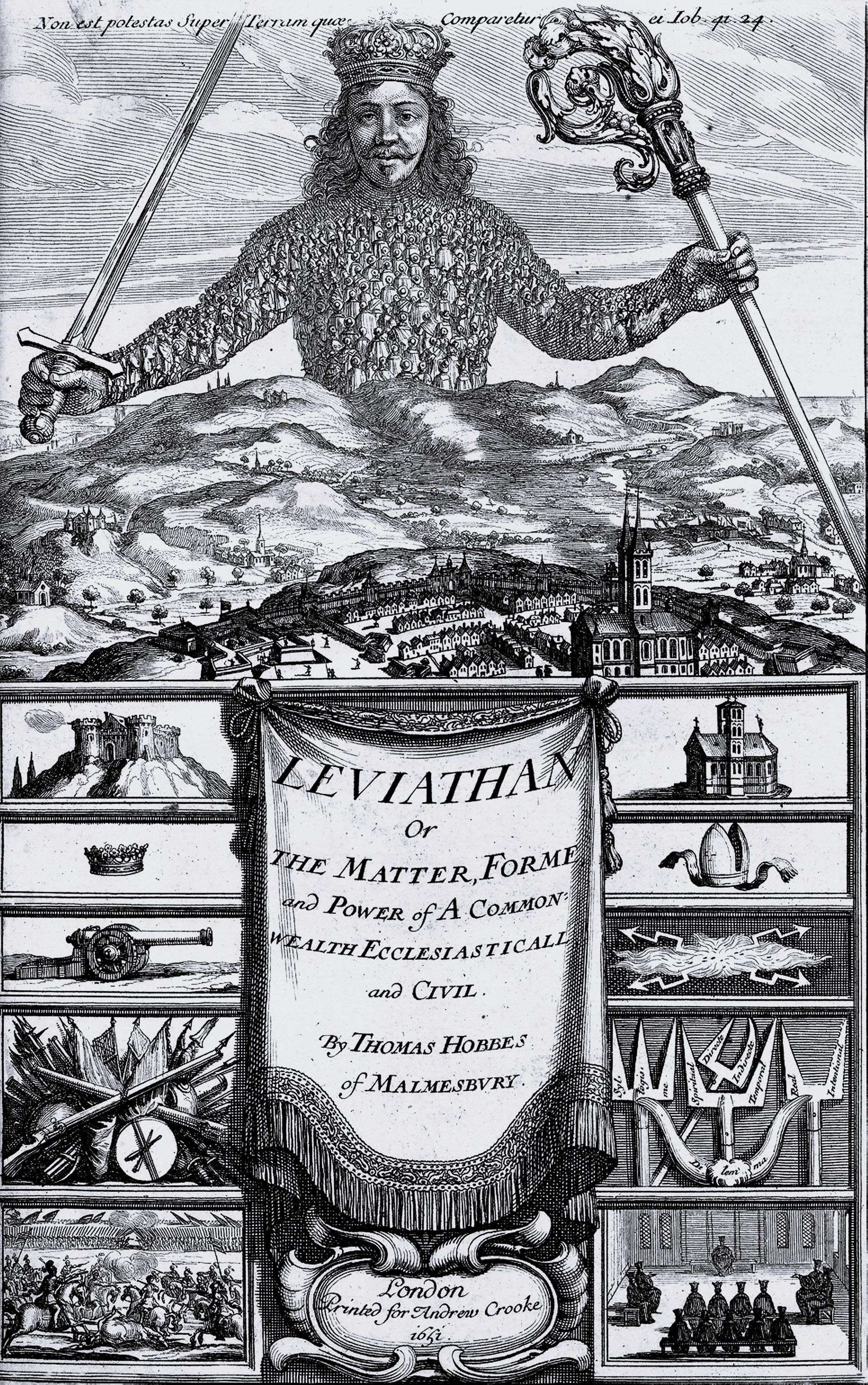
Thomas Hobbes Leviathan című művének címlapja – a modern államelmélet egyik forrása

Az államelmélet vagy államfilozófia, állambölcselet tárgyát képezik az állam lehetséges definíciói, megjelenése, formái, feladatai és céljai, valamint működésének intézményi, társadalmi, etikai és jogi feltételei és korlátai. A politikafilozófia ágaként az államelmélet gyakran olyan kérdésekkel foglalkozik, amelyek egyszerre több tudományágat is érintenek, mint a filozófia, teológia, politikatudomány, jogtudomány, szociológia és közgazdaságtan. Az állam lényegét, keletkezését, fejlődését, társadalmi szerepét és feladatait magyarázó elmélet.

## Áttekintés

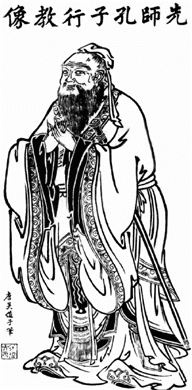
Konfuciusz ábrázolása a 8. századból

Az államelmélet nagyon különböző megközelítéseken alapulhat:
- történelmi vagy létező államrendszereket leírása, legitimációja vagy bírálata;
- egy ideális politikai rend leírása (utópia);
- gazdasági vagy politikai-társadalmi hatalmi struktúrák elemzése;
- erkölcsi, etikai megfontolások (emberi jogok, hatalommegosztás);
- az állam mint adottság, isteni vagy természeti törvény, szerződéses rend.

A korszaktól és az elméleti megközelítéstől függően az államelmélet szereplői a következők lehetnek:
- az uralkodó;
- az állam maga mint absztrakt lény;
- az államalkotó nemzet;
- az egyén;
- társadalmi osztályok;
- a gazdasági egységek összessége.

Az államelméletek történetileg a társadalom különböző megjelenési formáihoz rendelhetők, és azokból származtathatók. Korszaktól függően különböző igényekre, egyedi vagy általános érdekekre reagáltak. Jellegük attól is függ, milyen emberképen alapulnak (filozófiai antropológia). Ha az embereket alapvetően erőszakosnak, hatalomra törekvőnek, gonosznak vagy veszélyesnek tekintik, akkor az államelméletük legitimálja a szigorú állami hatalmat, a szabadság korlátozását.

## Az első államok
Az első államok az ősközösség felbomlásával, az embercsoportok társadalommá szerveződésének folyamatában jöttek létre mintegy 5500 évvel ezelőtt, összefüggésben a városok fejlődésével, az írás feltalálásával és a tételes vallások megjelenésével. Az első birodalmak állama az uralkodó, az istenkirály teljhatalmára alapult (v. ö. ázsiai termelési mód). Konfuciusz eszményi állama a patriarchális családok állammá szervezett hálózata, élén az égi megbízatás révén kormányzó uralkodóval. Az ideális nemes ember a bölcs hivatalnok, aki felismeri, hogy a társadalom rendje és az ő pozíciója akkor van biztonságban, ha az égi elrendeltetéstől megszabott helyén marad és az igazságosság erénye szerint él.

## Antikvitás, görög-római államelméletek

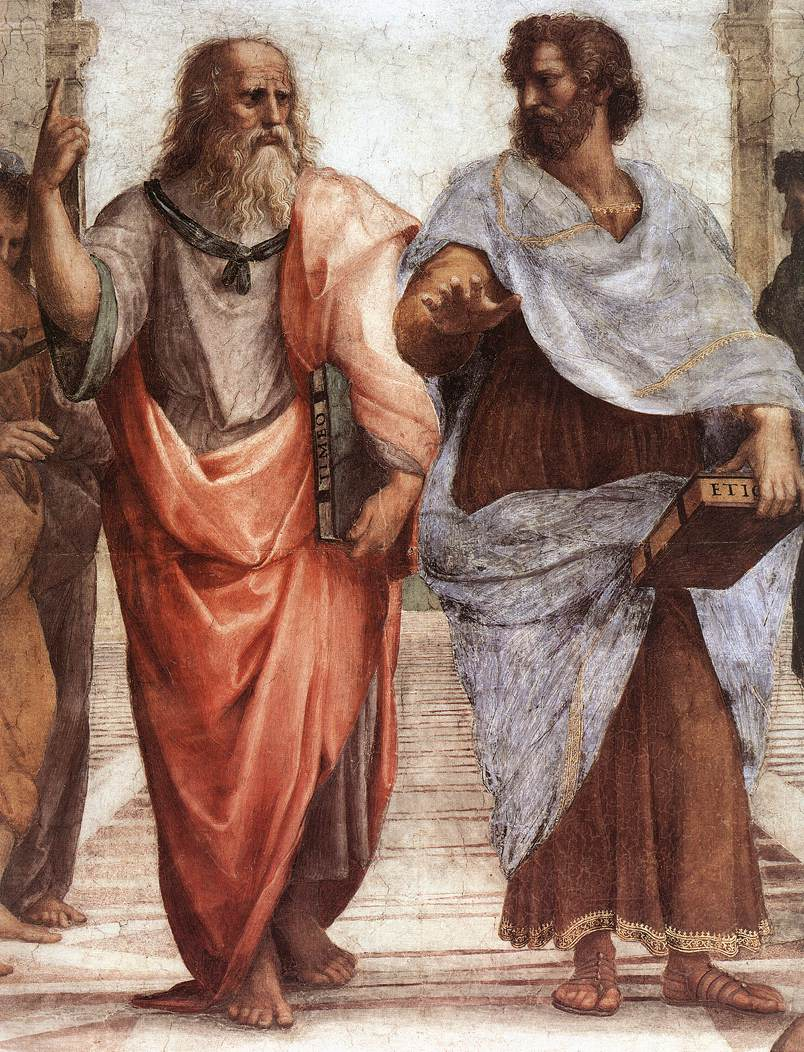
Platón és Arisztotelész (Raffaello: Athéni iskola c. festménye) (részlet)

Az ókori görögök politikai élete közvetlen jellegű volt, a polgárok áttételek nélkül vettek részt az általában csak néhány száz vagy ezer lakosú poliszok életében. A magánélet és a társadalmi részvétel nem vagy alig különült el egymástól, gazdasági, kereskedelem, vallási, állami, jogi életszférák még nem váltak szét, így közvetítésekre sem volt szükség közöttük. Már Hérodotosz kijelentette, hogy a nép tömegei alkotják az állam alapját.
A görögök számára az erkölcsnek közvetlenül politikai, a politikának pedig közvetlenül erkölcsi jelentősége volt. Platónnál például az államrend egyik eszmei alapja az igazságosság volt, melyet közösségszervező erkölcsi fogalomként kezelt. Arisztotelész számára a vagyon nagysága erkölcsi és politikai jelentőséggel bírt: a közepes vagyon szerinte középúton járó, tehát mértéktartó erényekhez vezet, a polgárok mértéktartó erényei pedig mérsékelt és stabil alkotmányt eredményeznek. A középosztály uralma így az ő szemében egyszerre volt erkölcsi és politikai kérdés.
Nagy Sándor, majd utódai, a diadokhoszok birodalmaiban, valamint a római és a bizánci birodalmakban alakult ki az állam, mint egységesen kormányzott, kiterjedt terület fogalma.
Platón Politeia című művében részletesen leírta az általa ideálisnak (utópia) tartott állam szerkezetét és rendjét. Tanítványa, Arisztotelész a Politika című munkájában hat államformát különböztetett meg:
- monarchia (egyeduralom),
- arisztokrácia (a legjobbak uralma),
- a közjó uralma (politeia), ahol a társadalom legjobb tagjai gyakorolják a hatalmat.

Ez a három forma a köz javát tartja szem előtt, és ezért jó. Elfajzott változataik rosszak:
- despotizmus,
- oligarchia és
- demokrácia; gyakran ochlokráciának, az utca uralmának is nevezik, megkülönböztetendő a demokrácia mai fogalmától.

Arisztotelész hitt az alkotmányok dialektikus körforgásában: a jó államforma hajlamos „elfajulni”, ebből az „elfajzott formából” aztán kijön a következő jó forma stb. A demokráciát a szegények szervezetlen tömegének uralmaként értette, akik ezt csinálták. nem a közjót szolgálják, hanem csak a saját jólétükre törekednek. Nem utasította el azonban szigorúan a népuralom mérsékelt formáját, ahogyan tanítója, Platón tette, hanem a demokrácia és az oligarchia vegyes alkotmányát szorgalmazta, amit „politikának” is nevezett.
Cicero De re publica (Az államról) című művében is az optimális államalkotmányt kereste, és Arisztotelésztől, valamint és a történésztől, Polübiosztól származó meglátásokat vitt át a római köztársaságba. Cicero a római rendszert a vegyes alkotmány megvalósításaként értelmezte, amelyben a konzulok a monarchikus, a szenátus az arisztokratikus elem, a népgyűlés pedig a demokratikus összetevő.
Ezzel szemben a császári Római Birodalomban az állam az uralkodó gyakorlatilag korlátlan hatalommal rendelkezett, legalábbis addig, amíg a hadserege támogatta. Ez már a hellenisztikus monarchiákban is nyilvánvaló volt, amelyek legitimációjukat részben ősi keleti forrásokból merítették.

## Kereszténység

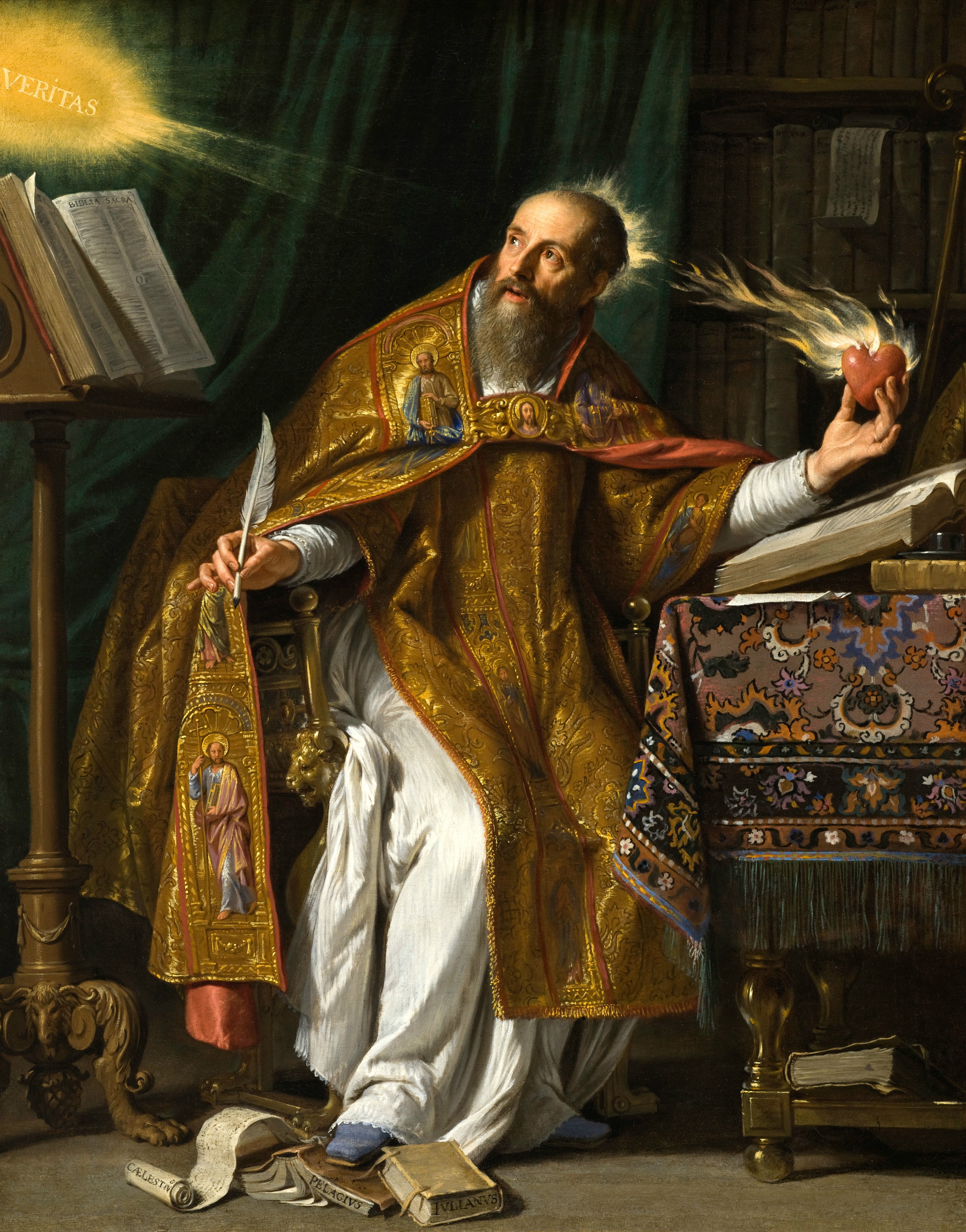
Hippói Szent Ágoston Philippe de Champaigne festményén

A szó szoros értelmében vett keresztény politikai bölcselet csak a 12–13. században, lényegében Salisburyi János és Aquinói Szent Tamás fellépésével született meg és bontakozott ki. Az ezután következő évszázadokban a keresztény politikai filozófia sosem szűnt meg, bár hatása a szekularizáció következtében az elmúlt két-háromszáz évben kétségtelenül meggyengült.
A Római Birodalom keresztényüldözése után a kereszténység egyre nagyobb hatással lett az európai államelméletekre. A konstantini fordulat (i. sz. 325), azaz a kereszténység engedélyezése és az egyetlen államvallássá válás után (380-390) a kereszténység a római császár egyedüli uralmát erősítette meg azzal, hogy a túlvilági üdvösséghez nélkülözhetetlennek áldotta.
A birodalomnak ez az üdvtörténeti dimenziója a középkorban is éreztette hatását: az egyház, amely maga is centralista és monarchista módon szerveződött, meghatározta a nyugati és a bizánci Szent Római Birodalom világnézetét és valláspolitikáját (cezaropapizmus).
Hippói Szent Ágoston (De Civitate Dei, 420 körül) és Aquinói Szent Tamás (Summa theologica, 1265 körül) vázlatai alapján a skolasztika a hit és az értelem kölcsönhatásán alapuló differenciált államelméletet fogalmazott meg, amelynek a természetjog volt a referenciapontja.
Luther Márton két királyságról szóló tana alapozta meg az egyház és a politikai hatalom szigorú szétválasztását. A reformáció azonban kedvezett az abszolút monarchia és a nemzeti államok megalakulásának, részben felekezeti nemzeti egyházakkal.
Egészen a francia forradalomig nem valósult meg az egyház és az állam szétválasztása, amely aztán Európa-szerte elindította az állam olyan felfogását, amely a szakfeladatokra, a jogállamiságra és a demokratikus állami ellenőrzésre irányult. Az olyan ellenreakciók, mint a Szent Szövetség, a porosz konzervatív keresztény monarchia vagy a politikai katolicizmus Kulturkampfja, hosszú távon kudarcot vallottak.
A totalitarianizmussal kapcsolatos tapasztalatok alapján a mai európai egyházak erősítik és támogatják az ideológiailag semleges alkotmányos államot, amely viszont garantálja és védi a vallásszabadságot és az ellenálláshoz való jogot.

## Iszlám
Az iszlám eszmerendszerében a Korán és Mohamed próféta filozófiája képezi minden politika alapját. Ezek megkövetelik a koráni elveken alapuló társadalomformát, amelyben a vallás és a tudomány, a vallás és a politika elválaszthatatlanok. Egyes túlnyomórészt iszlám országok alkotmányukban rögzítik a saríát, ennek alapján kívánják Allah akaratát érvényesíteni az élet minden területén. Ez a vallási hatóságok által ellenőrzött teokratikus államfelfogáshoz, kormányformákhoz vezet.
Az iszlám újabb teológiai álláspontja szerint azonban a Korán nem zárja ki az állam és a vallás szétválasztásának lehetőségét. Hivatkozunk azokra a kijelentésekre, amelyek szerint a nemzeteknek „a legjobbat kell kiválasztaniuk vezetésükre”. Ez a nyilatkozat magában foglalja a népszuverenitást. Mindazonáltal egy iszlám állam kormányát a Korán elvei szerint kell irányítani, függetlenül attól, hogy melyik államformához tartozik. A liberális muszlimok szerint ebbe beletartozik a vallásszabadság (la ikrah fi'd-din: "Nem szabad a hitben kényszeríteni"), a szólásszabadság és az elidegeníthetetlen emberi jogok.
Az iszlám állam fogalma különösen a 20. század közepe óta fontos szerepet játszik az iszlám politikai gondolkodásban, az Iszlám Állam terrorszervezetétől függetlenül is.

## Újkori államelméletek

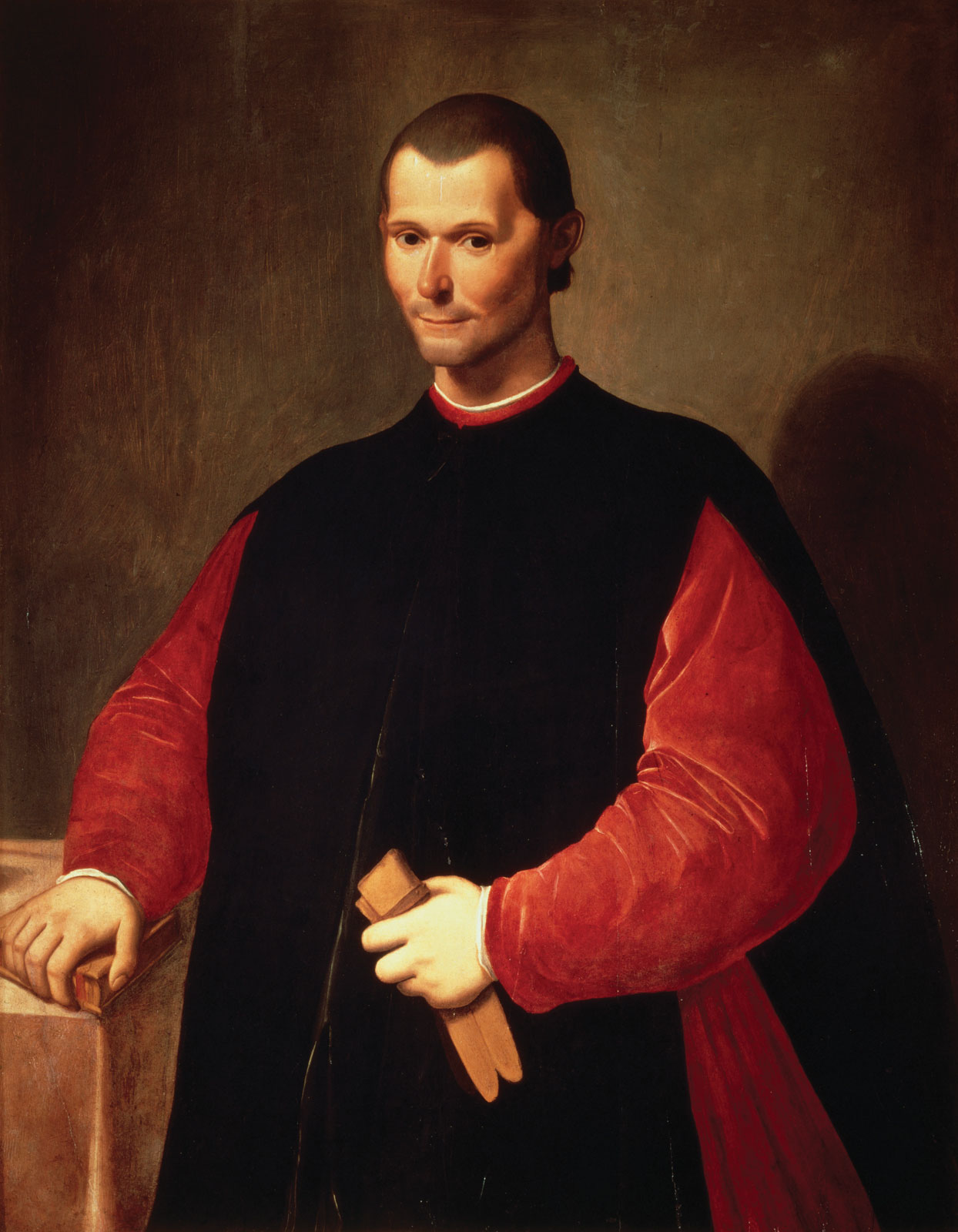
Machiavelli portréja, Santi di Tito festménye

### A hatalmi állam
Niccolò Machiavelli legfontosabb két írásában, a Fejedelemben és a Beszélgetések Titus Livius első tíz könyvéről című művében egy erős állam képét rajzolta meg, amely szerinte képes lett volna egyesíteni a széttagolt Itáliát. A pragmatizmus jegyében, a fennálló rend védelmében az államnak a korábbi erkölcsi és egyéb ideáloktól független, reális, valósághű bemutatására törekedett. Eszménye az az államférfi volt, aki tudatosan tör céljai megvalósítása felé: új államot alapít és saját elképzelései szerint alakítja ki közössége rendjét. Lényegében azt állította, hogy:
- a politika saját törvényszerűségekkel rendelkező, autonóm világ, melynek olyan szabályai vannak, amelyek nem vezethetők le a társadalmi élet más területein vagy viszonyrendszereiben kialakult szabályokból;
- a politikai és állami hatalomhoz fogalmilag hozzátartozik az erőszak, ha máshogy nem, hát legalábbis az erőszakkal való fenyegetés, tehát az erőszak lehetősége formájában;
- a politikai cselekvés mércéje a hasznosság, s ezért a politika és erkölcs elválasztható.[8]

### Reneszánsz kori utópiák
A fennálló társadalmi renddel való elégedetlenség, a hibáinak bírálata vezetett Morus Tamás Utópia című művének megszületéséhez és ehhez egy új műfaj megalapozásához. Morus Tamás, Tommaso Campanella, Francis Bacon ilyen alkotásai államelméleti szempontból is értelmezhetők, jelzik, hogy az állam problémáját a fennálló társadalmi és politikai viszonyok bírálatával, egy ideális, elképzelt világ bemutatásával is lehet vizsgálni.

### A szuverenitás elméletei
Jean Bodin bevezette a szuverenitás gondolatát a Les six livres de la Republique (Hat könyv az államról) című művében: A politikát a legfelsőbb hatalom irányítja és az ész által irányított, állandó és feltétlen hatalmat gyakorol minden állampolgár felett, törvények alkotásának vagy hatályon kívül helyezésének jogával. A szuverén állam semmilyen más földi tekintélynek nem tartozik felelősséggel – azonban köti az isteni törvény vagy a természeti törvény, amelyet a középkori skolasztikus viták határoztak meg.
Thomas Hobbes a Leviatán, avagy az egyházi és a világi állam anyaga, formája és hatalma című munkájában (1651) alapozta meg az uralkodói szuverenitás koncepcióját. Ebben a konstrukcióban, amely egyben a társadalmi szerződés klasszikus elméletei közé sorolható, minden hatalmat egyetlen személyre vagy testületre ruháznak át. Az egymással alávetési jellegű szerződést (pactum subiectionis) kötő emberi sokaság tehát a hatalom letéteményesére ruházza azt a jogot, hogy kormányozzon.

### A társadalmi szerződésen alapuló állam

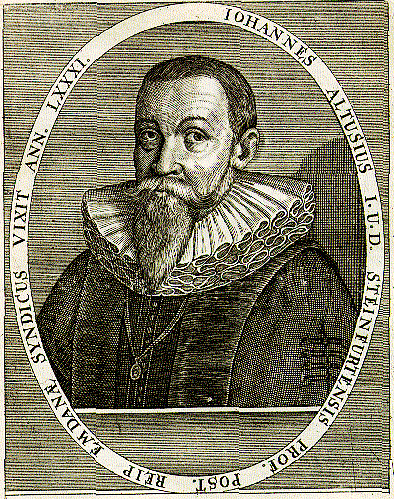
Johannes Althusius német állam- és jogtudós

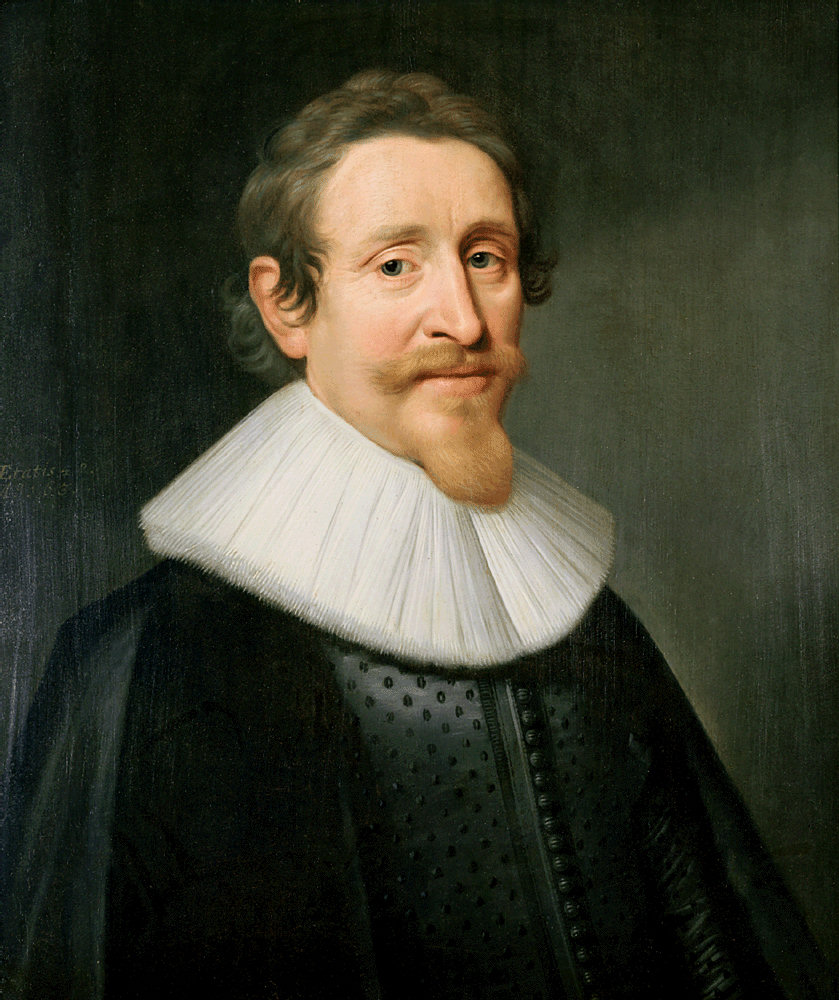
Hugo Grotius holland tudós

Bizonyos ógörög előzmények (szofizmus) után Johannes Althusius, Hugo Grotius és Thomas Hobbes kezdtek foglalkozni a (képzeletbeli) társadalmi szerződés témájával. Kiindulópontjuk az állam kialakulása előtti „természeti állapot” volt.
Thomas Hobbes Leviatán című könyvében a társadalmi szerződést a mindenki mindenki elleni háború természetes állapotából vezette le (bellum omnium contra omnes); működésének történelmi hátterét az angliai és skóciai felekezeti polgárháború, valamint a király és a parlament közötti konfliktus adta. A természetnek ebben az állapotában a versengés, a bizalmatlanság és a dicsőséghajhászat uralkodik. Ebben a szakaszban az emberek nem tudnak semmit elérni, mert félnek egymástól. Az emberi értelem számos tételt („természettörvényt”) dolgoz ki, hogy legyőzze ezt a természeti állapotot. Az értelem önként hoz létre szerződést minden ember és minden ember között. Ebben vállalják, hogy korlátozzák személyes szabadságukat, és bizonyos jogokat egy szuverénre ruháznak át. Abszolút monopóliumot adnak az államnak az erőszak alkalmazásában, hogy megvédhesse a lakosságot az erőszakos belső és külső támadásoktól egyaránt. Lényeges, hogy az abszolút monarchia uralkodója nem kötött szerződést az emberekkel. Az állam szerkezete nem jogilag kodifikált, hanem tekintélyelvű és abszolutista. Az uralkodó, mint felsőbbrendű személy testesíti meg a rendet. Nem az ő korlátlan erőhasználata bontja meg a társadalmi szerződést, hanem az egyén, aki fellázad ellene. Magát az uralkodót nem kötik törvényei, ő szolgáltat igazságot. Ezt a társadalmi szerződést csak akkor lehet felbontani, ha az uralkodó már nem tudja garantálni az emberek biztonságát. Az egyének feltételezett beleegyezése legitimálja a szuverén abszolút uralmát, ahogy az Hobbes korában szokás volt Franciaországban (L'état c'est moi).
Hugo Grotius A háború és béke jogáról (De iure belli ac pacis libri tres) írott munkájában magabiztosan állította, hogy a legfőbb hatalom lényegét tekintve azt jelenti, hogy cselekedetei nincsenek más jogának, akaratának alárendelve. Határozottsággal állíthatta azt is, hogy a legfőbb hatalom általános alanya az állam, a „tökéletes közösség”. Az abszolutizmus állama átmenetileg (a polgári forradalmakig) maga alá tudta rendelni ugyan a társadalmat, azonban a szuverenitás kiemelésével, valamint a racionális(abb) államberendezkedésre való törekvéssel bizonyos szempontból már a modern polgári állam felé mutatott. A polgári állam legitimálását szolgáló bodini és hobbesi szuverenitáselméletek így az államszuverenitás kategóriájának kialakulásához vezettek, bár az államszuverenitás-felfogás igazi képviselőjévé csak a Hegel vált. 
John Locke szerződéselmélete ezzel szemben felvilágosult és liberális volt. Az általa leírt természeti állapotot a szabadság és az egyenlőség jellemezte. Ennek ellenére a szabálytalanság instabilitáshoz is vezet. Az élet, a szabadság és a tulajdon alacsony természeti biztonsága volt az oka az erő alkalmazásának monopóliumáról szóló (hallgatólagos) megállapodásnak. Azonban Hobbestól eltérően ez az államhatalom végrehajtó és törvényhozó ágra oszlik, hogy megakadályozza a hatalommal való visszaélést. A hatalmi ágak szétválasztásáról szóló locke-i doktrína továbbra is nélkülözte a független igazságszolgáltatást; azonban ebben az összefüggésben ő alkotta meg a „fékek és ellensúlyok” kifejezést. Montesquieu ezután dolgozta ki A törvények szelleméről (De l'esprit des lois) című munkájában a hatalmi ágak szétválasztásának doktrínáját, amelyben az igazságszolgáltatás játssza a döntő szerepet.
Jean-Jacques Rousseau ezzel szemben egy radikális demokratikus államelméletet hirdetett, amely nem a létezőt igazolja, hanem az emberi természettel kíván összhangban lenni. Locke-hoz hasonlóan a természeti állapotot nála is a szabadság és az egyenlőség jellemzi. Rousseau szerint elvesztésük nem önmagától, hanem külső hatásokra következett be, és a társadalmi fejlődés köztes szakaszához vezetett. A jövőbeli társadalmi szerződésnek az eddigieknél magasabb szinten kell megközelítenie a visszahozhatatlan természetes szabadságot, úgy, hogy az alapvető emberi tulajdonságokat, mint „alapjogokat”, ne korlátozza, hanem őrizze és védje. Rousseau a megoldást a népszuverenitásban látta: minden állampolgár (citoyen) csak szuverén entitásként őrizheti meg szabadságát, vagyis csakis a döntésekben való politikailag egyenlő részvétellel. A jogállam csak valamennyi állampolgár kollektív döntésén alapulhat. Mivel ez reálisan aligha valósítható meg, Rousseau bevezette a többségi elvet az állameszmény közelítéseként. A szerződés megkötése után a szuverenitás az embereké marad. Képviselőknek vagy intézményeknek nem ruházható át. A polgárok ne engedjék át akaratukat a nagyközönségnek, hanem amennyire csak lehetséges, maguk is járuljanak hozzá a döntésekhez.
Az államelméleti gondolkodók a 19. században átmenetileg elfordultak a szerződéselmélettől, de a 20. században John Rawls Az igazságosság elmélete című, a század egyik legjelentősebb művével a kontraktualizmus a reneszánszát élte meg. A méltányosságként felfogott igazságosság gondolatával igyekezett hidat teremteni a liberalizmus elvei és a társadalmi gondoskodás szükségessége között.

### A felvilágosodás és a racionalizmus korának államelmélete

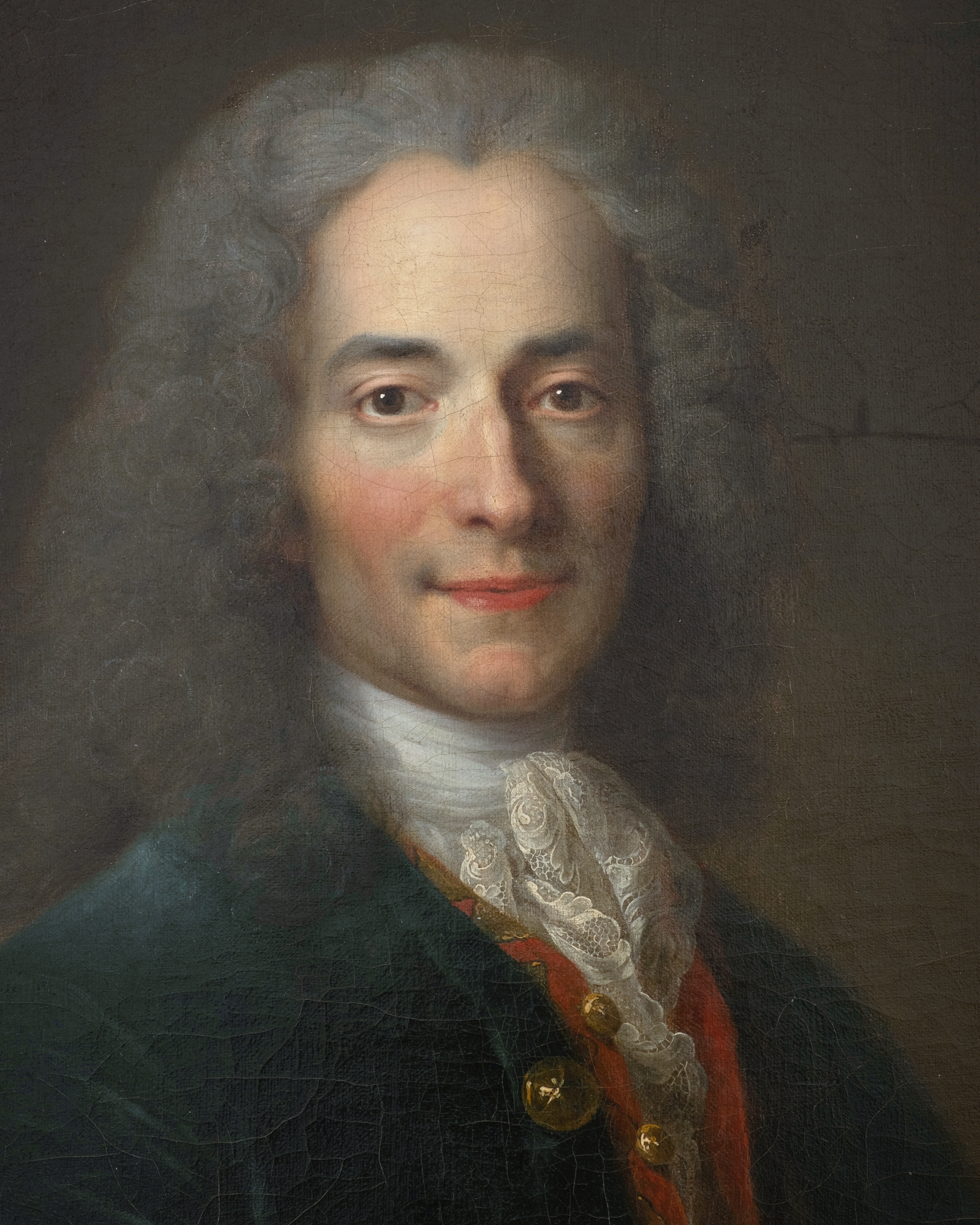
Voltaire

A felvilágosodás korának gondolkodói közül jelentős Voltaire államelméleti tevékenysége. Az 1762-ben megjelent Republikánus gondolatok egy városköztársaság tagjának tollából című írása a helyes kormányformáról vallott nézeteit tükrözi, egyúttal Rousseau Társadalmi szerződés című művének kritikája. Voltaire számos ponton bírálta kortársa szerződés-koncepcióját, valamint az egalitariánus köztársaságról vallott nézeteit. Ebben az írásában vitázott élesen Montesquieu A törvények szelleméről írott művével is.

A Voltaire – Rousseau – Montesquieu közötti vita lényege a kormányforma kérdése volt. Voltaire nem értett egyet azzal, hogy a társadalmi fejlődés motorja a racionális és morális emberek sokaságának együttélésével megvalósítható. Inkább az ember szenvedélyei felől közelítette meg a kérdést, s Hobbes és Spinoza nyomán azt állította, hogy az embereknek a szenvedélyeik miatt van szüksége kormányzatra. A társadalmi élet alapját biztosító bírvágy és hatalomvágy nélkül nem létezhet semmilyen társadalmi konstrukció, azonban e szenvedélyek eluralkodása despotizmust eredményezhet.

„Ha egyvalaki vagy néhány személy a hatalmába kerít egy emberi közösséget, ez szemlátomást azért történik, mert a közösség sem elég bátor, sem elég leleményes nem volt ahhoz, hogy magamagát kormányozza.”

– Voltaire

### A német racionalizmus állambölcselete

#### Immanuel Kant
A német idealizmus képviselői közül elsőnek Immanuel Kant alkotott jelentőset az államelmélet terén is. Munkássága során a felvilágosodást az önmagunk okozta kiskorúságból való kilábalás, az ész bátor és kritikai használata felől határozta meg. Ez a politikában egyet jelent azzal, hogy az uralomnak igazolnia kell magát az ész előtt. Kant szerint az erőszak helyett a jog vezethet el tartós és stabil politikai viszonyokhoz. A jogszerű állapot mibenlétét azonban történelemfilozófiai és erkölcsi alapokon is tisztázni kell.
Kant hitt abban, hogy az egyes emberi szándékoktól és célkitűzésektől függetlenül a történelem az emberi nem összes adottságainak kifejlődése felé tart. Az egyes ember természeti lényként alá van vetve saját vágyainak és ösztöneinek, ám ezzel együtt önálló akarattal bíró autonóm lény is, aki képes arra, hogy önmagának törvényt alkosson.
Kant meghatározása szerint „Az állam emberek sokaságának egyesülése jogi törvények uralma alatt.” Ő alapozta meg azt a liberális nézetet, hogy a modern ember szabadsága a magánélet autonómiájában rejlik. Az állam csupán annak keretéül szolgál, hogy az egyének magánboldogságukat és egyéni vágyaikat szabadon megvalósíthassák. Az embert ebben csak a többi ember ugyanilyen törekvései korlátozhatják. „Mindent szabad, ami másnak nem árt”. A modern és szabad társadalom alapja, hogy a polgári jogok mindenkit egyenlően megilletnek, mások ugyanilyen jogai tiszteletben tartásának kötelezettségével együtt. 
Azonban államnak egy másik feladata is van: az egyéni szabadság mellett biztosítania kell a törvények kikényszerítésére alkalmas hatalmat is. Ennek biztosítékait a köztársasági államformában és a hatalmi ágak megosztásában határozta meg.

#### Georg Wilhelm Friedrich Hegel
Hegel három államformát vizsgált: a despotizmus, a polisz és az alkotmányos monarchia között tett különbséget.
A keleti despotizmusban csak egy személy szabad, a despota, az összes többi pedig szolgának minősül. Ezzel szemben áll a „Nyugat”, a protestáns keresztény-germán világ.
A görög-római antikvitásban a szabadság kiterjed; a görög polisz a szabad polgárok szabadsága, de a rabszolgaság talapzatán.
Az alkotmányos monarchia a germán világ terméke, ahol elvileg mindenki képes a szabadságra. A szabadság maximuma a polgári társadalomban valósul meg, bár az is ellentmondásoktól terhelt. Hegel ezzel sokak szerint III. Frigyes Vilmos porosz király Porosz Királyságának hivatalos államfilozófusává vált.

## A modern állam típusai uralkodó eszméik szerint
A 19. század derekától a korszerű államok felépítését és működését az általuk követett eszmék döntően befolyásolták. Ezeket határozta meg Eötvös József A XIX század uralkodó eszméinek befolyása az államra című könyvében „uralkodó eszmékként”. Eötvös a francia forradalom nyomán három eszmének, a szabadságnak, az egyenlőségnek és a nemzetiségnek (Liberté, Égalité, Fraternité) tulajdonított kitüntetett jelentőséget.
Négy fontos eszmerendszer – a szabadság eszméjére épülő liberalizmus, a rend eszméjét érvényesítő konzervativizmus, az egyenlőség eszméjét középpontba helyező szocializmus és a nemzeti összetartozás eszméjét érvényesítő nacionalizmus államelméleti tanainak elemzése révén lehet áttekinteni a modern európai államra vonatkozó gondolkodás elmúlt két évszázadát.

### A liberális állam eszméje

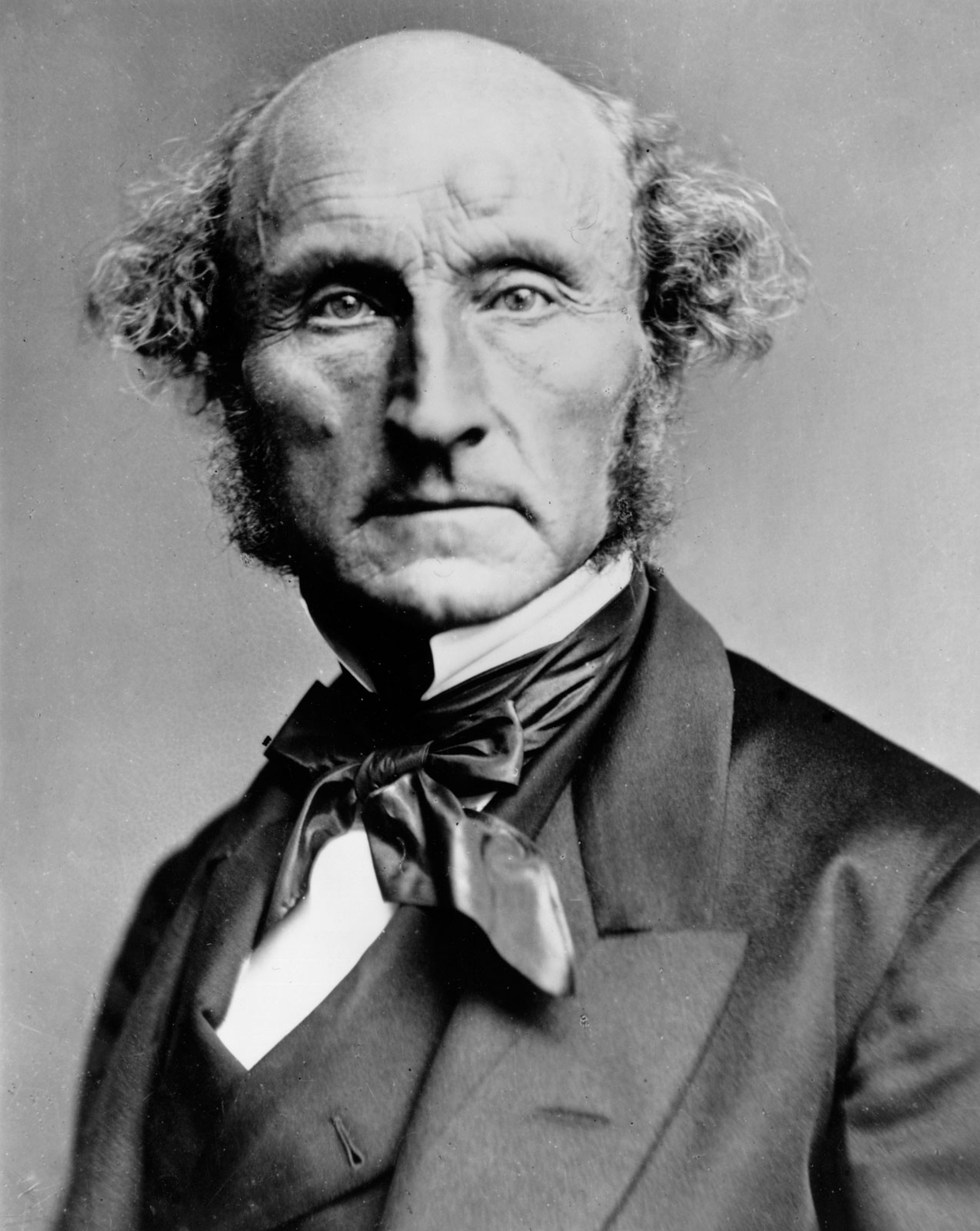
John Stuart Mill angol filozófus és közgazdász, az érett liberalizmus képviselője

A „liberális állam” kifejezéssel egyrészt a modern polgári állam egyik első történelmi típusát jelöljük, amely a lehető legteljesebben vitte végig az állam és a társadalom, az állam és az egyház elválasztását, a lehető legkisebb mértékben avatkozott a magánéletbe, beleértve a magántulajdonon alapuló gazdaságot is. Kiépültek az egyéni szabadságot biztosító modern állami intézmények alapjai és megszülettek a legfontosabb alkotmányos garanciák. Nyugat-Európában a liberális állam a 19. században élte virágkorát, a 20. században azonban – mivel nem tudta megoldani a kapitalista gazdasági rend problémáit, és ezzel utat nyitott a szocialista államnak, majd a fasizmusnak – fokozatosan átadta helyét a jóléti államnak.
Másrészt a „liberális állam” kifejezés utalhat az állami tevékenység egy jellegzetes tendenciájára, mely több modern államtípusban, sőt a jóléti államon belül is érvényesül. Ebben az értelemben azokat a törekvéseket jelzi, amelyek mérsékelni kívánják a jóléti állammal együtt járó állami beavatkozás (intervenció) és az állami újraelosztás (redisztribúció) mértékét, és a szociális problémák megoldását inkább a gazdasági fejlődésre és a társadalmi önszerveződéssel létrejött intézményekre bíznák. Az így felfogott liberális állam kiemelt figyelmet fordít az egyéni jogokra, s arra is törekszik, hogy
a magánszférához kötődő egyéni autonómiák még az úgynevezett „állami kényszerhelyzetek” viszonyai között is megmaradjanak. (Az „állami kényszerhelyzet” fogalma arra utal, hogy jóléti államok szociális szolgáltatásai – állami oktatás, egészségügy – igénybevétele a többség számára megkerülhetetlen.) Az ezzel járó világnézeti és értékkonfliktusok vonatkozásában a liberális állam semlegességre törekszik.
Végül, a liberális állam kifejezése jelentheti a liberális elveknek megfelelő eszményi államrendet („minimális állam”, „korlátozott állam”, „semleges állam”), mely mérceként szolgálhat az egyes államok, állami intézmények és intézkedések értékelése során.

#### Intézményei, mechanizmusai
A modern európai államok intézményi, szervezeti és jogi rendjére a négy eszmeáramlat közül leginkább – viszonylagos pártpolitikai sikertelensége ellenére – a liberalizmus nyomta rá bélyegét.

##### Parlament
A liberális állam egyik legfontosabb intézménye a parlament, a versengő erők ütközésének és megegyezésének a színtere is. Küzdőtér és vitafórum, ahol a belépő elfogadja a szabályokat; győzni kíván, de nem bármi áron legyőzni, hanem meggyőzni akarja az ellenfeleket.

##### Politikai nyilvánosság
A liberális állam számára elengedhetetlen a politikai nyilvánosság, mivel ez a tere a „diszkusszív igazságkeresésnek”. Ez elsősorban a sajtószabadságot, másrészt a civil szervezetek szabad működését és jogi elismerését jelenti.

##### A hatalom megosztása
A liberális állam mechanizmusai közül az egyik legfontosabb a hatalmi ágak szétválasztása. Ennek révén az állam önmaga korlátozza saját magát. A hatalommegosztás elvének leghatározottabb formája a klasszikus liberalizmusban az államhatalmi ágak elválasztása (John Locke, Montesquieu, Benjamin Constant), később pedig a modern államélet hatalmi központjainak pluralizmusa James Madison, Alexis de Tocqueville, Robert Dahl.
A hatalmi ágak megosztásának szükségessége abból fakad, hogy amint azt már Montesquieu megállapította,„Mindenki addig terjeszti ki hatalmát, ameddig korlátokba nem ütközik”, azaz „a hatalomnak csakis hatalom szabhat határt”. Egy ilyen intézményi szerkezet nyújthat védelmet az állampolgár számára, mivel az egyik hatalmi ág vagy intézmény esetleges önkényével szemben a másik megvédi őt. 
Későbbi megfogalmazás szerint az államhatalmi központok rendszere úgy is kiépíthető, hogy azok kölcsönösen korlátozzák, illetőleg ellensúlyozzák egymást: ez a fékek és ellensúlyok (checks and balances) rendszere. 
Az államhatalmi ágak elválasztásának rendszerét a 20. század derekán felváltotta a hatalmi központok pluralizmusának koncepciója, amelyben önálló hatalmi tényezőkként jelentek meg a pártok, szakszervezetek, egyházak, a tömegmédia, a lobbik és más társadalmi csoportosulások.
A tömegmédia modern kori óriási befolyása miatt rendkívül fontos a közszolgálati médiák pártatlansága.

##### Önkormányzatiság
Az önkormányzatiság intézménye a hatalommegosztás elvének egy másik, vertikális formája. A liberalizmus elvei szerint az önkormányzatban az egyén menedéket talál a központi kormányzat nyomásával vagy túlkapásával szemben. Az önkormányzat az egyén számára az államügyekben való részvétel „természetes közegét” jelenti.
A helyi önkormányzat elvéből el lehet jutni a föderalizmus eszméjéhez is, amelyben „az alulról való építkezés” államszervezeti szinten is összeegyeztethető a nagyobb politikai test „felülről való vezetésének” követelményével. A föderális államszervezési elv révén a kisebb, illetve a nagyobb politikai közösségek előnyei azok hátrányai nélkül kapcsolhatók össze. Ehhez kapcsolódik a szubszidiaritás elve is, az az irányelv, hogy minden ügy azon a szinten kerüljön elbírálásra, amely szinten a döntéshez szükséges információk és érdekek megjelennek.

##### Szabadságjogok
Az egyéni szabadságot védő eszközök közül az egyik legfontosabb a szabadságjogok nem csak jogi,hanem politikai intézménye. E jogoknak három fő fajtájuk van: a „véleményszabadságot” biztosító jogok, mint például a gondolat- és szólásszabadsághoz, a sajtó- és a tanszabadsághoz, illetőleg a vallásgyakorlás szabadságához való jog. Más esetekben a „magatartás szabadságáról” van szó, mint a magánjellegű társadalmi tevékenység szabadsága (gyülekezési és egyesülési szabadság és mások), míg más részük a magánjellegű gazdasági tevékenység lehetőségét kívánja biztosítani (szerződési szabadság, az iparűzés szabadsága). A harmadik a „tulajdonszabadság”, ami nem egyszerűen gazdasági kérdés, hanem a helyes társadalmi, állami és politikai rend alapja.

### A konzervatív állameszmény

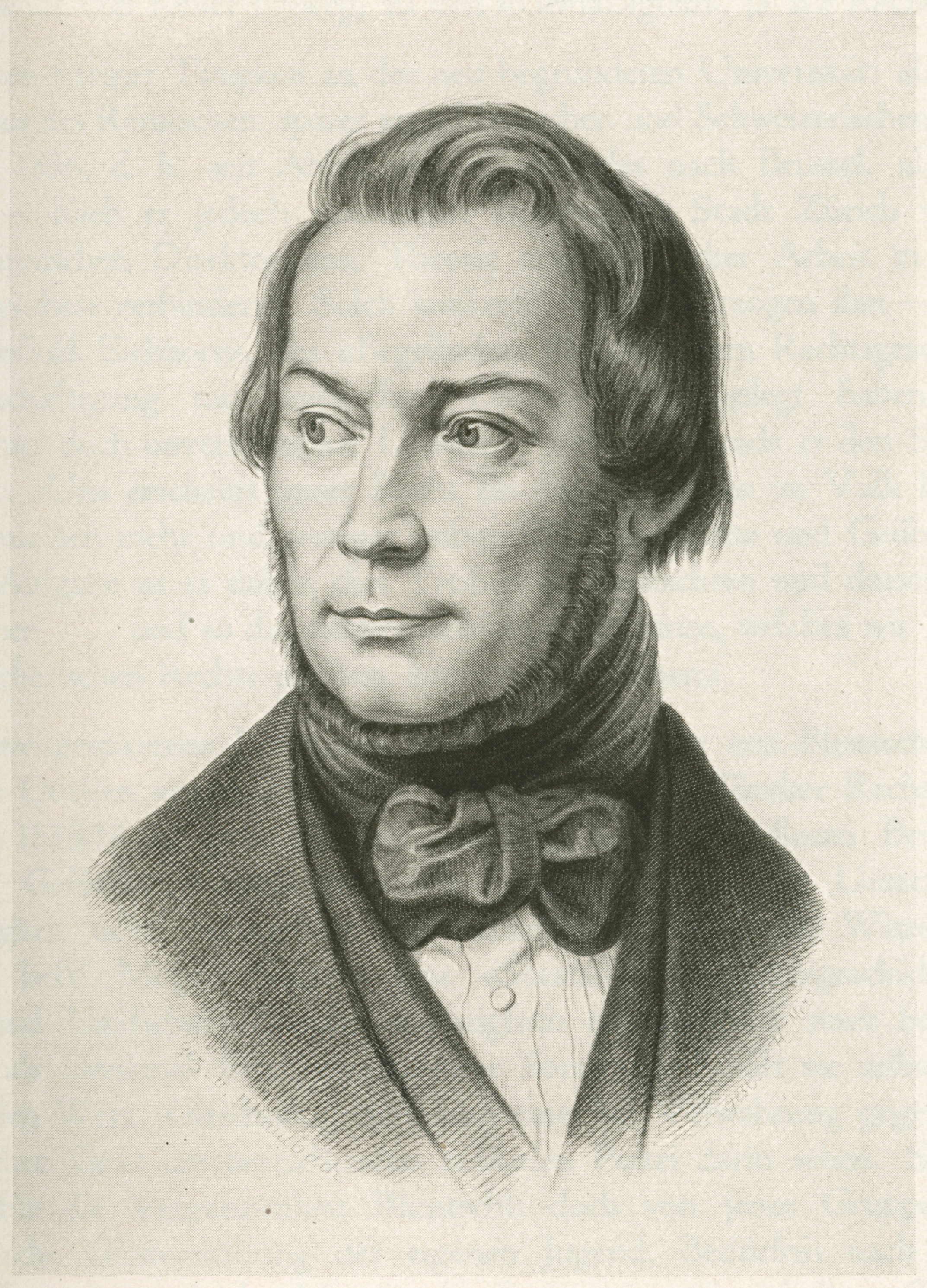
Johann Caspar Bluntschli

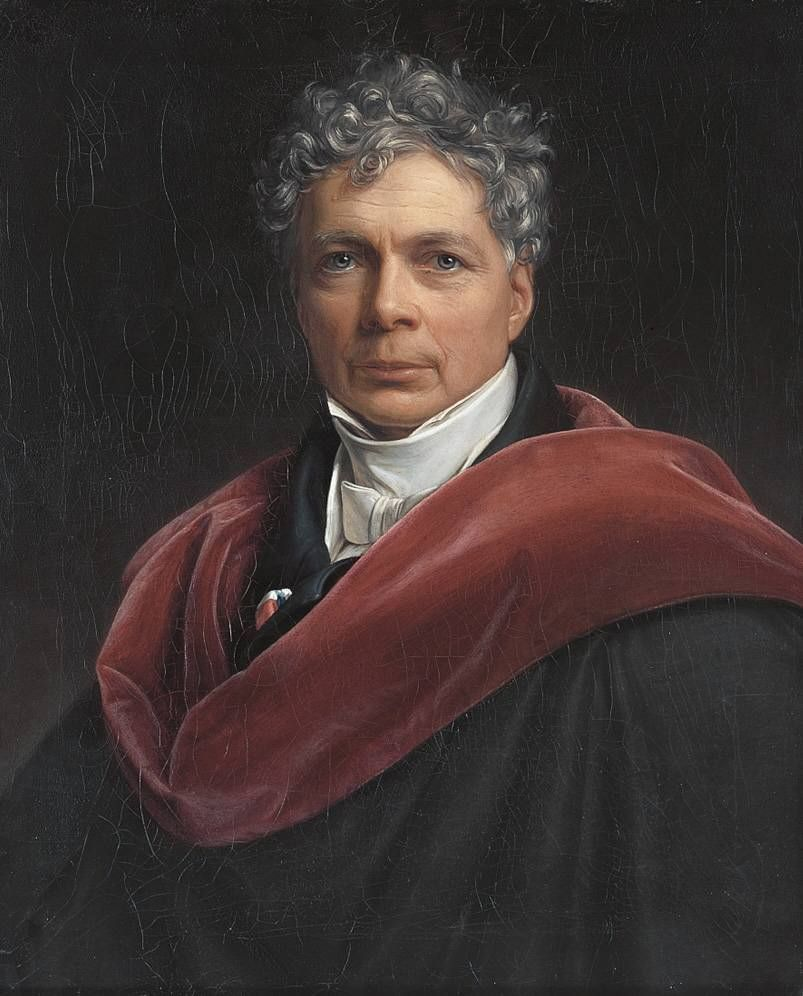
Friedrich Wilhelm Joseph Schelling

Az inkább az intézményekre koncentráló liberális államelmélettel szemben a konzervatív elméleteket a tevékenység-orientált szemlélet jellemzi. A konzervatív elvek többféle állami intézményrendszerben is érvényesülhetnek, bár néhány szervezeti megoldást (mint a kétkamarás parlament) előnyben részesítenek. „Konzervatív állam”, helyett inkább egy adott államrendszer konzervatív elvek szerinti működéséről beszélhetünk, ezt nevezzük konzervatív állameszménynek.

#### Organikus államfelfogás
A konzervatív államszemlélet fontos összetevője az organicizmus, a társadalmat és az államot élő szervezetként felfogó gondolati rendszer. (A liberális államelméletek egy része ezzel szemben mechanizmusként, a szocialista elmélet pedig gyakran eszközként (instrumentalizmus) tekintett az államra.)
A társadalmi jelenségeket élő szervezetek mintájára elgondoló szemlélet évezredes múltra tekint vissza. Legismertebb megfogalmazása Agrippa Menenius híres meséje. A középkori államelméletben pedig Johannes Salisbury fejtette ki részletesen. Eszerint a társadalom hasonló a biológiai organizmusokhoz, például ami az egyes ember esetében a fej, az az állam esetében az uralkodó, a lélek a papság, a szív a fejedelmi tanács, a gyomor a pénzügyi vezetés, a kéz a hadsereg, a szem, száj és fül a különböző hivatalok, a láb pedig a földművesek és iparosok serege. Ez a naív elképzelés a 18–19. században két formában is újjászületett: a konzervatív államelméletekben Edmund Burke, Hegel, Friedrich Carl von Savigny, Johann Caspar Bluntschli, Otto von Gierke, és az első nagy szociológiai elméletekben Auguste Comte, Herbert Spencer, Émile Durkheim. Mindkét területen úgy írták le a társadalmat és az államot, mint amiben az élő szervezetekhez hasonlóan az egyes részek viszonyát a kölcsönhatás és a kölcsönös függőség jellemzi.
E szemlélet azért tűnt alkalmasnak a konzervatívizmus elméleti alátámasztására, mert így az államot nem lehet tudatos döntés, például társadalmi szerződés révén megalkotni, illetőleg ilyenként elgondolni. A biológiai organizmusokhoz hasonlóan az állam esetén is kijelenthető, hogy az egyes részek az egész működéséhez nélkülözhetetlenek, de nem egyformán értékesek (amint a fej többet ér a lábnál, úgy az államvezetés is értékesebb az alattvalóknál, és így tovább). Tovább az organicizmus alkalmas volt a felvilágosodásban kialakult lineáris időfelfogás, a „sötét középkorból” egy tudatosan alakított „fényes jövő” felé tartó haladás gondolatának cáfolására is azzal, hogy az életkorok az államok esetén is fontos szerepet játszanak: vannak fiatal és energikus, illetőleg megfáradt és halódó államok; az államok is rendelkeznek valamiféle „életerővel”; vannak „elkorcsosult formáik” és megrekedhetnek a fejlődésben.
A német idealizmus filozófusai az államot erkölcsi organizmusként fogták fel. Ennek bölcseleti alapjait Schelling dolgozta ki hangsúlyozva, hogy az államnak „saját eszméje”, öncélja, belső célszerűsége, fejlődési öntörvényűsége, tagjaival szemben önálló ereje van van. Mindezért kizárható az eszközként való felhasználása.

#### Az állam mint személy
Az organikus állam gondolatának logikus végigvitele vezetett az személyként történő felfogásához. Eszerint az állam személy, melynek értelme, öntudata, lelke és akaratát külső cselekvések révén megvalósító elhatározó képessége (akarata) van. Lorenz von Stein szerint az állam a személyiség legmagasabb materiális formája. A magyar Concha Győző megfogalmazása szerint az állam:

„az erkölcsi világnak az az alakulata, amelyben az emberiségnek valamely, tőle sajátos tulajdonságok által különváló része, bizonyos földterületen személyiséggé emelkedve, az ember[iség] eszméjét különös alakban, saját öntudatos akaratával és külső hatalmával valósítja meg az egyes emberi célok, illetve közületek összhangzó irányozása [irányítása] által.”

### A szocialista és a kommunista államfelfogás
A szocialisztikus-kommunisztikus eszmék akár az ókori görögökig visszavezethető gyökerekkel rendelkeznek, de csak 19. század közepén, Marx és Engels munkássága nyomán terjedtek el. A 20. század elején Lenin fejlesztette tovább a kommunista államelméletet, főleg az Állam és forradalom című írásában.
A szocializmus a termelési eszközök társadalmasítására vagy államosítására törekszik az egész társadalom érdekében. A különböző szocialista irányzatok eltérően látják az állam szerepét ebben.
Marx az államot az osztályuralom kifejeződésének tekintette. Csak a munkásosztály sikeres nemzetközi forradalma hozhat létre olyan államot, a proletárdiktatúrát, amely a közjót szolgálja. A kommunizmusban aztán létrejön az osztály nélküli társadalom, amely az államot feleslegessé teszi és elhalásra ítéli.

#### Állam és politika a szocialista elméletekben

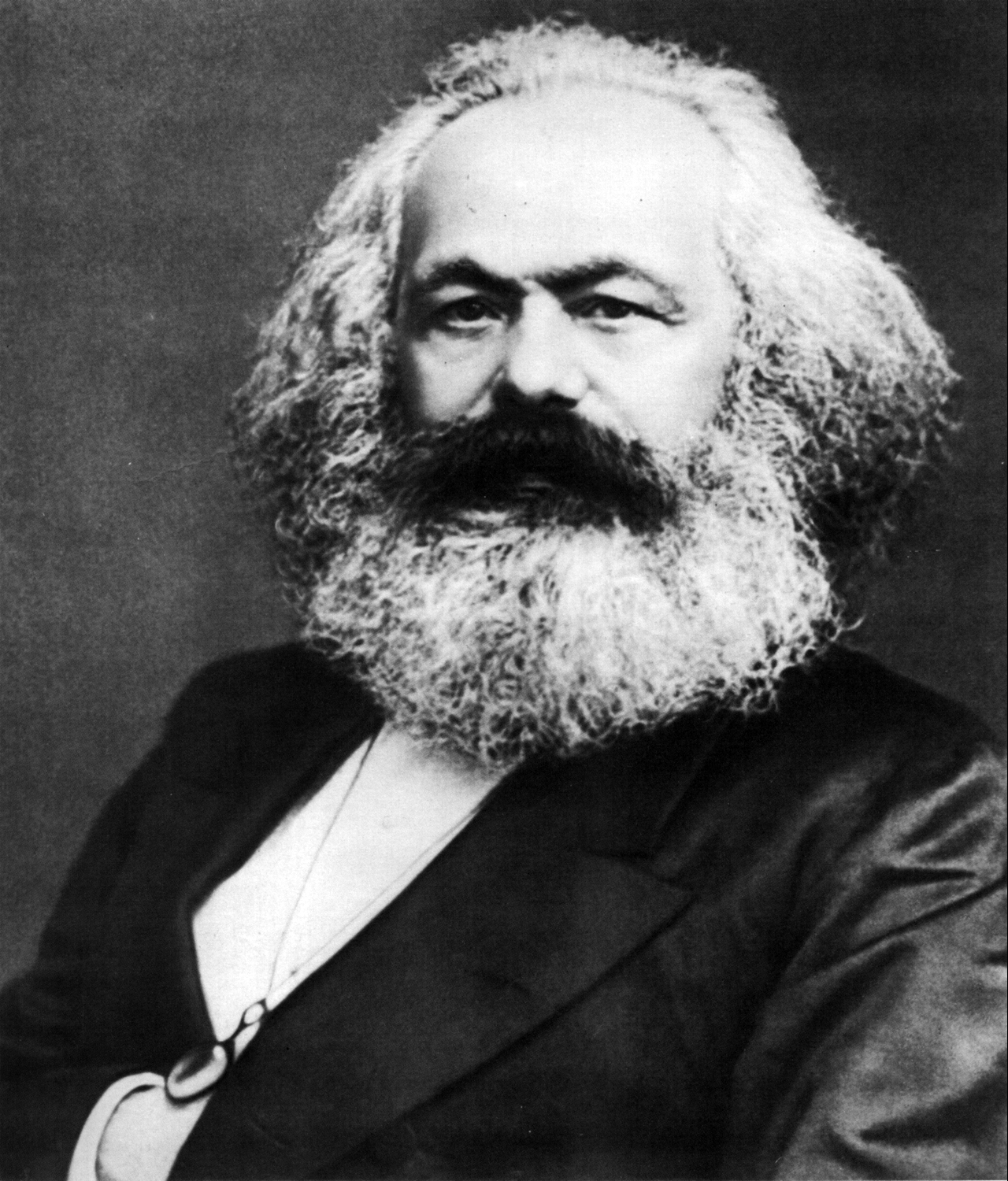
Karl Marx

A különböző szocialista államelméletek nagy mértékben eltérnek egymástól. Az anarchizmus szerint az állam az emberi történelem legkártékonyabb intézménye, amit fel kell számolni. A marxizmus szerint az állam bizonyos történelmi feltételek teljesülése esetén magától megszűnik, elhal. Ferdinand Lassalle úgynevezett államszocializmus-elmélete a szocializmus eszményeinek megvalósítását csak az állam révén tartotta lehetségesnek. A leninizmus a proletariátus hatalmát helyezte előtérbe, aminek érdekében – „ideiglenesen” – a szociális eszményeket is feláldozhatónak tartották. A szociáldemokrata felfogás szerint – a liberalizmus elméletéhez hasonlóan – a politikai tevékenység az állami intézmények létrehozását és működtetését jelenti. A szociáldemokraták eszményeinek megfelelő állami intézmények jellege azonban eltért attól, amit a liberálisok fontosnak tekintettek.

### A nemzetállam
A nemzetállam a szokásos rövid meghatározása szerint a nacionalizmus gyakorlati megvalósítása állami szinten, amelyben az „állam népe” – tényszerűen vagy az elvárások szintjén – nemzetként jelenik meg, a nemzet lakóhelye pedig – ugyancsak ténylegesen vagy lehetséges, illetőleg kívánatos módon – megfelel az államterületnek.
Ernest Gellner szerint például „a nacionalizmus elsősorban politikai elv, 
mely szerint a politikai és a nemzeti egységeknek meg kell(ene) felelni egymásnak.”
A nacionalizmus felfogása szerint az ideális nemzetálam etnikailag homogén, területén nem élnek más etnikumhoz tartozó csoportok. Ernst Hasse (1846-1908) német ideológus megfogalmazása szerint a nemzetállam olyan állam, „amelyben teljes megegyezés van az állam határai és azon nemzet letelepedési határai között, amely ezt az államot létrehozta.”
Ilyen állam azonban – a nacionalisták erőfeszítései ellenére – soha, sehol nem létezett. Az eszmerendszer híveinek ezért finomítani kellett, ezért a többség–kisebbség mennyiségi viszonyát alakították át nacionalizmus igényei szerinti minőségjelző kifejezésekké. Például megkülönböztették a nemzetet (mint államot alkotni képes közösséget) a nemzetiségtől (mely ilyen képességgel állítólag nem rendelkezik), vagy egyszerűen csak „államalkotó” és „nem államalkotó” nemzetekről beszéltek. A másikban a csoportok közötti uralmat és alávetettséget kifejező fogalmakat vezettek be, mint például a „kultúrfölény”, „civilizációs hegemónia” vagy „uralkodó nép”.

## A jóléti állam
A polgári állam fejlődésében a két világháború között alakultak ki a mai jóléti államok kezdeményei. A nagy gazdasági világválságra adott válaszként jelent meg a keynesianizmus, az első igazán tevékeny, intervencionista tőkés állam. Nőtt a nemzeti jövedelem újraelosztásának hányada (az 1930-as években már több mint 20%-ra). A gazdaságpolitika szociálpolitikával egészült ki. A New Deal és a svéd szociáldemokrácia „népileg ellenőrzött kapitalizmusa” (Göran Therborn) a prototípusait jelentették a második világháború után elterjedt jóléti államnak.
A jóléti állam egy lehetséges definíciója szerint a társadalmi termelés újraelosztásából az önhibájukon kívül egészségkárosodást szenvedetteknek vagy a munka nélkül maradottaknak nyújt állampolgári jogon, minimális állami gondoskodást, másrészt keynesiánus gazdaságpolitikával igyekszik mérsékelni a tőkés gazdaság ciklusos mozgásának kilengéseit és az állami intervenció eszközeivel biztosítani a növekedés 
egyensúlyi feltételeit.

## Fordítás
- Ez a szócikk részben vagy egészben  a   Staatstheorie című német Wikipédia-szócikk ezen változatának fordításán alapul.  Az eredeti cikk szerkesztőit annak laptörténete sorolja fel. Ez a jelzés csupán a megfogalmazás eredetét és a szerzői jogokat jelzi, nem szolgál a cikkben szereplő információk forrásmegjelöléseként.